# Nokia E51

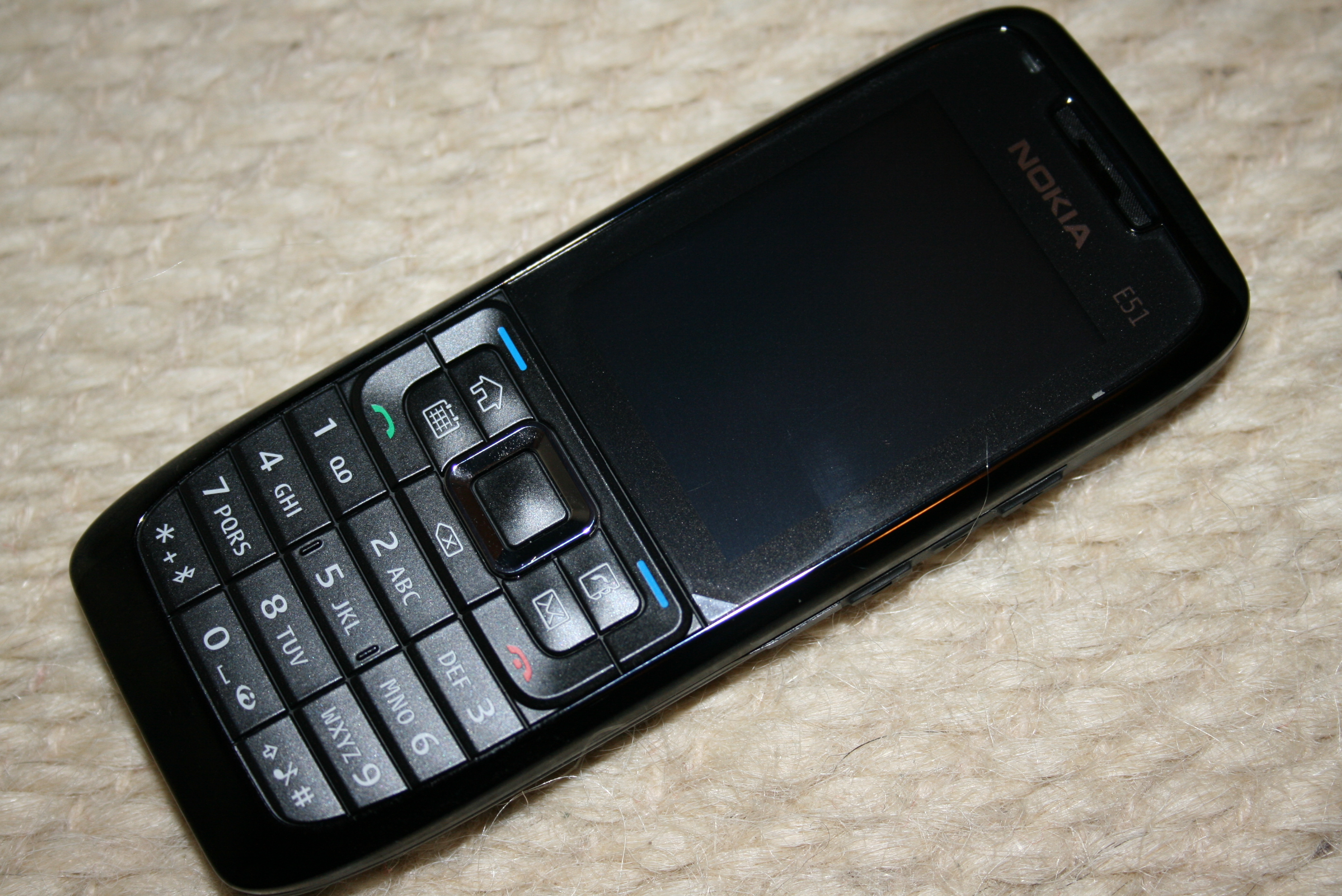
Nokia E51

Nokia E51 is een Symbian-smartphone gemaakt door Nokia. Het is de opvolger van de Nokia E50.

## Specificaties
| Eigenschap                      | Specificatie                                                                                              |
| ------------------------------- | --- |
| Vorm                            | Candybar / monoblock                                                                                      |
| Besturingssysteem               | Symbian OS v9.2 + S60 3rd Edition, Feature Pack 1                                                         |
| GSM-frequenties                 | 850/900/1800/1900 MHz                                                                                     |
| Processor                       | ARM 11 369MHz-processor                                                                                   |
| GPRS                            | GPRS/EGPRS klasse A, multi-slot klasse 32                                                                 |
| 3G                              | HSDPA, 3,6 Mbit/s (2100 MHz and 850 MHz)                                                                  |
| UMTS                            | 850/2100 MHz                                                                                              |
| WLAN/Wifi                       | Wifi 802.11b, 802.11g                                                                                     |
| Scherm                          | Actieve Matrix, 16 miljoen (24 bit) kleuren, 240 × 320 pixels, aanpasbare helderheid                      |
| Camera                          | 2,0 megapixel, 4x digitale zoom                                                                           |
| Video-opname                    | 320 × 240, 176 × 144 of 128 × 96, 15 beelden per seconde, lengte afhankelijk van het beschikbare geheugen |
| Spraakopname                    | Ja |
| Mms                             | Ja |
| Videogesprekken                 | Ja |
| Push to talk                    | Ja (Push to Talk over Cellular - PoC)                                                                     |
| Java-ondersteuning              | MIDP 2.0                                                                                                  |
| Gebruikersgeheugen              | 130 MB |
| NAND-geheugen                   | 256 MB |
| SDRAM-geheugen                  | 96 MB |
| Maximaal uitbreidbaar geheugen  | 4 GB |
| Hot Swappable geheugenkaartslot | Ja |
| Bluetooth                       | v2.0 + Edr.                                                                                               |
| Infrarood                       | 115 kbps                                                                                                  |
| USB-massaopslag                 | USB 2.0, miniUSB                                                                                          |
| Datakabel ondersteuning         | Ja |
| Browser                         | WAP 2.0 XHTML / HTML. Standaard geleverd met Nokia Maps.                                                  |
| E-mail                          | Ja |
| Muziekspeler                    | Ja, stereo                                                                                                |
| FM-radio                        | Ja |
| Videospeler                     | Ja |
| Stereospeakers                  | Nee |
| Beltonen                        | Polyfonisch, Monofonisch, MP3, True Tones                                                                 |
| Trilfunctie                     | Ja |
| Handsfree (HF) speaker          | Ja |
| Offline/vliegmodus              | Ja |
| Accu                            | BP-6MT, 3,7 V, 1050 mAh                                                                                   |
| Spreektijd                      | 4 u. 20 min                                                                                               |
| Standbytijd                     | 13 dagen                                                                                                  |
| Gewicht                         | 100 gram                                                                                                  |
| Afmetingen                      | 114 × 46 × 12 millimeter                                                                                  |
| Leverbaar sinds                 | September 2007                                                                                            |
| Overig                          | Nokia PC Suite                                                                                            |

E50 · E51 · E60 · E61 · E61i · E62 · E65 · E66 · E70 · E71 · E72 · E90